# 吉田裕秋
吉田 裕秋（よしだ ひろあき、1971年5月2日 - ）は、日本の男性声優。東京都出身。アプトプロ所属。

## 来歴
勝田声優学院卒業。
以前は劇団東京ルネッサンス、九プロダクション、ぷろだくしょん★A組に所属していた。

## 人物
趣味・特技はウィンタースポーツ、ギター演奏、ドライブ、アウトドアライフ。

## 出演作品

### テレビアニメ
1998年
- serial experiments lain（声）

2000年
- ゲートキーパーズ（男子生徒）

2001年
- 超GALS! 寿蘭
- 破邪巨星Gダンガイオー（イノキルゴ、生徒C）

2003年
- DEAR BOYS（不良B）
- PEACE MAKER鐵（隊士、町人、浪士、侍、浪人）
- 名探偵コナン（2003年 - 2004年、配達員、鑑識、刑事B、患者B）

2004年
- ごくせん（達川ミノル）
- 月詠 -MOON PHASE-（青年）
- BURN-UP SCRAMBLE（警官A、店長、犯人A 他）
- RAGNAROK THE ANIMATION（ムー 他）

2005年
- 奥さまは魔法少女（ナンパ三男）
- 魔法先生ネギま!

2006年
- ケモノヅメ（つつじないふ、1956年の十蔵、梅枝封助）
- まじめにふまじめ かいけつゾロリ（2006年 - 2007年、秘書、オッシー）
- ONE PIECE（2006年 - 2024年、クマドリ）

2007年
- レ・ミゼラブル 少女コゼット（グリビエ）

2008年
- BUS GAMER

2010年
- 薄桜鬼シリーズ（2010年 - 2016年、不知火匡）

2013年
- ONE PIECE エピソードオブメリー 〜もうひとりの仲間の物語〜（クマドリ）

2014年
- バディ・コンプレックス（オペレーター）

### OVA
- 殺し屋1 THE ANIMATION EPISODE 0（2002年、先生）
- 円盤皇女ワるきゅーレ 星霊節の花嫁（2005年、男子生徒）
- 薄桜鬼 雪華録（2011年、不知火匡）

### 劇場アニメ
- エクスドライバー the Movie（2002年）
- 劇場版 薄桜鬼 第一章 京都乱舞（2013年、不知火匡[7]）
- 劇場版 薄桜鬼 第二章 士魂蒼穹（2014年、不知火匡[8]）

### Webアニメ
- 魔法遊戯（2001年）

### ゲーム
1998年
- ファイティングレイヤー（ジョー・フェンディ）

2005年
- 龍が如く（神宮京平、アリの兄）

2006年
- ドラえもん のび太の恐竜2006 DS
- バレットウィッチ

2007年
- アンチャーテッド エル・ドラドの秘宝

2008年
- 薄桜鬼 〜新選組奇譚〜（不知火匡）

2009年
- 薄桜鬼 随想録〜（不知火匡）

2010年
- 薄桜鬼 遊戯録〜（不知火匡）

2012年
- 薄桜鬼 遊戯録弐 祭囃子と隊士達〜（不知火匡）
- 薄桜鬼 巡想録〜（不知火匡）
- 薄桜鬼 幕末無双録〜（不知火匡）
- ONE PIECE ワンピーベリーマッチIC（クマドリ）

2013年
- 薄桜鬼 鏡花録〜（不知火匡）

2014年
- 薄桜鬼SSL 〜sweet school life〜（不知火匡）
- 龍が如く 維新!（山内容堂）

2015年
- 薄桜鬼 真改 風ノ章（不知火匡）

2016年
- 薄桜鬼 真改 華ノ章（不知火匡）
- 龍が如く 極（神宮京平）

### ドラマCD
- 赤の神紋〜VERVE BLACK〜（瀧沢光平）
- SSDS 愛の解体新書 vol.1（為吉）
- JUNK FORCE vol.1（バド）
- 聖石傳説異聞 霹靂双星伝（闘鬼）
- FLESH&BLOODシリーズ（パブロ）
- まおゆう魔王勇者 エピソード0 はじまりに至る物語（遠征軍兵士）
- 憂鬱な朝（雨宮林三郎）
- Ru/Li/Lu/Ra アリシア編（シン）

### 吹き替え

#### 映画
- 王朝の陰謀 判事ディーと人体発火怪奇事件（シャトー / 沙陀〈レオン・カーフェイ〉）
- グリース（ドゥーディ〈バリー・パール〉）※ソフト版
- 孔子の教え（公山）
- The Game of Life（トーニョ）
- ザ・トーナメント（マカボイ）
- シェイクダウン（スコッティ）
- スウォーズマン 笑傲江湖（ダーヨー）
- スターリングラード ※ソフト版
- スティル・クレイジー（ルーク〈ハンス・マシソン〉）
- ZERO（コマンダー・パイア）
- ソロモン・ケーン（ソロモン・ケーン〈ジェームズ・ピュアフォイ〉）
- タイガーランド
- 盗聴犯 死のインサイダー取引（マックス）
- 盗聴犯 狙われたブローカー（ジョー）
- バレンタイン
- 犯罪心理鑑定人
- ファイターズ・ブルース（レイ）
- ファンタスティック・フォー:銀河の危機
- ホミサイド/殺人捜査課（ポール・ファルゾン刑事）
- マイアミ・バイス
- レジェンド・オブ・フィスト（佐々木 他）
- レッド・バレッツ（アンソニー・ヘスター〈スコット・ミシュロウィック〉）
- ロード・オブ・ザ・リング（イシルドゥア）
- ロード・オブ・ザ・リング/王の帰還（イシルドゥア）

#### ドラマ
- ドレイク&ジョシュ（トレバー）
- NIP/TUCK マイアミ整形外科医（エイドリアン）

#### アニメ
- ロボッツ

### テレビ番組
- 知ってるつもり?!（再現ドラマ）

### ラジオ
- 幻奏戦記RuLiLuRa（シン）
- ひろあき・りえかの本日快声（アプトプロ公式サイト：2011年1月27日 - ）